# Ghost in the Shell
Ghost in the Shell er en manga lavet af Masamune Shirow, oprindeligt udgivet fra 1989 i form af en serie i Young Magazine (Kaizokuban), derpå i 1991 i form af 8 hæfter. Ghost in the Shell blev i 1995 filmatiseret som en anime-spillefilm. Ghost in the Shell tilhører science fiction-subgenren cyberpunk og er desuden en thriller.

## Plot
Ghost in the Shell foregår i fremtiden. Vi følger politibetjenten Motoko Kusanagi, som arbejder for Japans nationale offentlige sikkerhedskommision i sektion 9. Sektion 9 er special-sektionen mod teknologi-relateret kriminalitet. Skønt sektionen ser alle medlemmer som værende ligestillede, betragtes Motoko som den uofficielle leder og omtales for det meste som major, grundet hendes forhenværende rang i de væbnede styrker.